# Movistar Team/2019
Deze pagina geeft een overzicht van de Movistar Team-wielerploeg in 2019.

## Algemeen
Algemeen Manager: Eusebio Unzué
Technisch directeur: Alfonso Galilea
Ploegleiders: José Luis Arrieta, José Vicente García Acosta, José Luis Jaimerena, Pablo Lastras, Maximilian Sciandri
Fietsen: Canyon
Onderdelen: Campagnolo
Banden: Continental

## Renners
| Naam               | Geboortedatum | Nationaliteit | Ploeg 2018                    |
| ------------------ | ------------- | ------------- | ----------------------------- |
| Andrey Amador      | 29-08-1986    | Costa Rica    |                               |
| Winner Anacona     | 11-08-1988    | Colombia      |                               |
| Jorge Arcas        | 08-07-1991    | Spanje        |                               |
| Carlos Barbero     | 29-04-1991    | Spanje        |                               |
| Daniele Bennati    | 24-09-1980    | Italië        |                               |
| Carlos Betancur    | 13-10-1989    | Colombia      |                               |
| Richard Carapaz    | 29-05-1993    | Ecuador       |                               |
| Héctor Carretero   | 28-05-1995    | Spanje        |                               |
| Jaime Castrillo    | 13-03-1996    | Spanje        |                               |
| Imanol Erviti      | 15-18-1983    | Spanje        |                               |
| Rubén Fernández    | 01-03-1991    | Spanje        |                               |
| Mikel Landa        | 03-12-1989    | Spanje        |                               |
| Lluís Mas          | 15-10-1989    | Spanje        | Caja Rural-Seguros RGA        |
| Nélson Oliveira    | 06-03-1989    | Portugal      |                               |
| Antonio Pedrero    | 23-10-1991    | Spanje        |                               |
| Eduard Prades      | 09-08-1987    | Spanje        | Euskadi Basque Country-Murias |
| Nairo Quintana     | 04-02-1990    | Colombia      |                               |
| Jürgen Roelandts   | 02-07-1985    | België        | BMC Racing Team               |
| José Joaquín Rojas | 08-08-1985    | Spanje        |                               |
| Jaime Rosón        | 13-01-1993    | Spanje        |                               |
| Eduardo Sepúlveda  | 13-01-1991    | Argentinië    |                               |
| Marc Soler         | 22-11-1993    | Spanje        |                               |
| Jasha Sütterlin    | 04-11-1992    | Duitsland     |                               |
| Rafael Valls       | 25-06-1987    | Spanje        |                               |
| Alejandro Valverde | 25-04-1980    | Spanje        |                               |
| Carlos Verona      | 04-11-1992    | Spanje        | Mitchelton-Scott              |

### Vertrokken
| Naam               | Geboortedatum | Nationaliteit | Ploeg 2019        |
| ------------------ | ------------- | ------------- | ----------------- |
| Nuno Bico          | 03-07-1994    | Portugal      | Burgos-BH         |
| Víctor de la Parte | 22-06-1986    | Spanje        | CCC Team          |
| Dayer Quintana     | 10-08-1992    | Colombia      | Neri-Selle Italia |

## Overwinningen
| Nationale kampioenschappen wielrennen Spanje - wegrit: Alejandro Valverde Ronde van San Juan 5e etappe: Winner Anacona Eindklassement: Winner Anacona Ploegenklassement *1) Ronde van de Provence 4e etappe: Eduard Prades Tour Colombia 6e etappe: Nairo Quintana UAE Tour 3e etappe: Alejandro Valverde Internationale Wielerweek 2e etappe: Mikel Landa Ronde van Catalonië Ploegenklassement: *2) | Klasika Primavera Carlos Betancur Ronde van Asturië 2e etappe: Richard Carapaz Eindklassement: Richard Carapaz Puntenklassement: Richard Carapaz Ploegenklassement: *3) Ronde van Italië 4e etappe: Richard Carapaz 14e etappe: Richard Carapaz Eindklassement: Richard Carapaz Ploegenklassement: *4) Ronde van Aragon Eindklassement: Eduard Prades Ploegenklassement: *5) | Route d'Occitanie 1e etappe: Alejandro Valverde Eindklassement: Alejandro Valverde Ronde van Zwitserland Ploegenklassement: *6) Ronde van Oostenrijk 1e etappe: Carlos Barbero Ronde van Frankrijk 18e etappe: Nairo Quintana Ploegenklassement: *7) Prueba Villafranca de Ordizia Rafael Valls Ronde van Spanje 2e etappe: Nairo Quintana 7e etappe: Alejandro Valverde Ploegenklassement: *8) |  |

*1) Ploeg Ronde van San Juan: Anacona, Arcas, Barbero, Carapaz, Quintana, Sepúlveda
*2) Ploeg Ronde van Catalonië: Amador, Carapaz, Erviti, Soler, Quintana, Valverde, Verona
*3) Ploeg Ronde van Asturië: Carapaz, Carretero, Landa, Mas, Pedrero, Rojas
*4) Ploeg Ronde van Italië: Amador, Carapaz, Carretero, Landa, Mas, Pedrero, Rojas, Sütterlin
*5) Ploeg Ronde van Aragon: Arcas, Castrillo, Prades, Sepúlveda, Soler, Valls
*6) Ploeg Ronde van Zwitserland: Anacona, Barbero, Betancur, Carretero, Mas, Roelandts, Soler
*7) Ploeg Ronde van Frankrijk: Amador, Erviti, Landa, Oliveira, Quintana, Soler, Verona, Valverde
*8) Ploeg Ronde van Spanje: Arcas, Erviti, Oliveira, Pedrero, Quintana, Rojas, Soler, Valverde
Mannen: 2003 · 2004 · 2005 · 2006 · 2007 · 2008 · 2009 · 2010 · 2011 · 2012 · 2013 · 2014 · 2015 · 2016 · 2017 · 2018 · 2019 · 2020 · 2021 · 2022 · 2023 · 2024 · 2025
Vrouwen: 2018 · 2019 · 2020 · 2021 · 2022 · 2023 · 2024
AG2R-La Mondiale · Astana Pro Team · Bahrain-Merida · BORA-hansgrohe · CCC Team · Deceuninck–Quick-Step · EF Education First · Groupama-FDJ · Lotto Soudal · Mitchelton-Scott · Movistar Team · Team Dimension Data · Team Jumbo-Visma · Team Katjoesja Alpecin · Team INEOS (Team Sky) · Team Sunweb · Trek-Segafredo · UAE Team Emirates